# 長山直政
長山 直政（ながやま なおまさ、慶長19年（1614年）- 延宝4年7月23日（1676年9月1日））は、江戸時代前期の日本の武士、旗本。通称は久右衛門。

## 略歴
慶長19年に加賀国に生まれる。父は加賀藩前田家の家臣・長山道直、母は加賀国金沢の石浦城主・山本若狭守の娘。後に実姉・長山こほの養子となる。
万治3年（1660年）、神田御殿において徳川綱吉に召し出され、御目見をした。2百俵を下され、御小姓組の朝比奈内記組に御番入りした。
寛文9年（1669年）1月14日に小石川御殿御留守居役を命じられる。
延宝4年（1676年）7月23日に病死、享年63。法名は長照院釈道栄。